# Kekal
Kekal (v překladu „Věčnost“) je avantgardní black metalová, později experimentální skupina z Indonésie, založena roku 1995 v Jakartě. V počátcích tvorby textově křesťansky, později filozoficky orientovaná. Roku 2004 podnikla turné po Evropě. Po odchodu Jeffa Arwadi do Kanady (2006) se skupina začala vzdalovat břehům black metalu, experimentovala s elektronikou a přestala koncertovat. V roce 2013 členové oznámili experimentální období za ukončené a přislíbili návrat k extrémně-metalovým začátkům, jejímž vyvrcholením by mělo být nové album, plánované pro rok 2015. Jedna z nejoriginálnějších metalových kapel Asie.

## Současná sestava
- Leo Setiawan - kytara, vokály [1995-2001, od 2005]
- Jeffray Arwadi - kytara, vokály, programming [od 1995, vedlejší projekty: Altera Enigma, Doctor D, Excision, Armageddon Holocaust]
- Azhar Levi Sianturi - baskytara, vokály [od 1996, vedlejší projekt: Mournphagy]

## Bývalí členové
- Newbabe - baskytara, vokály (1995-96)
- Yeris - kytara, vokály (1995-96)
- Harry - vokály (1996-98)

## Diskografie
- Limited Demo-Cassette (demo) (1995)
- Contra Spiritualia Nequitiae (demo) (1996)
- Beyond the Glimpse of Dreams (1998)
- Embrace the Dead (1999)
- The Painful Experience (2001)
- Chaos & Warfare (split) (2002)
- Introduce Us to Immortality, kompilace (2003)
- 1000 Thoughts of Violence (2003)
- A Dream For A Moment (singl) (2004)
- Kekal live in Europe DVD (2004)
- Spirits from the Ancient Days, kompilace (2004)
- Kekal - Road Trip to Acidity 2005 DVD (2005)
- Acidity (2005)
- The Habit of Fire (2007)
- Audible Minority (2008)
- 8 (2010)
- Futuride EP (2011)
- Autonomy (2012)
- Unsung Division EP (2013)
- Multilateral (2015)